# Aston Villa Football Club 2006-2007
Questa voce raccoglie le informazioni riguardanti l'Aston Villa Football Club  nelle competizioni ufficiali della stagione 2006-2007.

## Stagione
La stagione 2006-07 vede l'Aston Villa cambiare proprietà: ad inizio stagione l'imprenditore statunitense Randy Lerner, già divenuto da qualche tempo azionista di maggioranza, rileva l'intero pacchetto azionario da Doug Ellis.
In campionato la squadra, allenata da Martin O'Neill (al suo primo anno nella panchina dei Villans), terminerà all'undicesima posizione e il capocannoniere stagionale sarà Gabriel Agbonlahor, con dieci goal segnati.

## Rosa
| N. |                        | Ruolo | Calciatore                    |
| -- | ---------------------- | ----- | ----------------------------- |
| 1  | Danimarca (bandiera)   | P     | Thomas Sørensen               |
| 2  | Galles (bandiera)      | D     | Mark Delaney                  |
| 3  | Inghilterra (bandiera) | D     | Jlloyd Samuel                 |
| 4  | Svezia (bandiera)      | D     | Olof Mellberg (Vice-capitano) |
| 5  | Danimarca (bandiera)   | D     | Martin Laursen                |
| 6  | Inghilterra (bandiera) | C     | Gareth Barry (capitano)       |
| 8  | Inghilterra (bandiera) | C     | Gavin McCann                  |
| 9  | Colombia (bandiera)    | A     | Juan Pablo Ángel              |
| 10 | Norvegia (bandiera)    | A     | John Carew                    |
| 11 | Bulgaria (bandiera)    | C     | Stiliyan Petrov               |
| 12 | Inghilterra (bandiera) | C     | Steven Davis                  |
| 13 | Inghilterra (bandiera) | P     | Stuart Taylor                 |
| 15 | Inghilterra (bandiera) | A     | Gabriel Agbonlahor            |
| 16 | Paesi Bassi (bandiera) | D     | Wilfred Bouma                 |

| N. |                        | Ruolo | Calciatore         |
| -- | ---------------------- | ----- | ------------------ |
| 17 | Inghilterra (bandiera) | C     | Ashley Young       |
| 18 | Inghilterra (bandiera) | D     | Aaron Hughes       |
| 19 | Inghilterra (bandiera) | D     | Liam Ridgewell     |
| 20 | Inghilterra (bandiera) | A     | Chris Sutton       |
| 21 | Inghilterra (bandiera) | D     | Gary Cahill        |
| 22 | Inghilterra (bandiera) | A     | Luke Moore         |
| 23 | Rep. Ceca (bandiera)   | C     | Patrik Berger      |
| 24 | Inghilterra (bandiera) | D     | Phillip Bardsley   |
| 26 | Inghilterra (bandiera) | C     | Craig Gardner      |
| 27 | Inghilterra (bandiera) | C     | Isaiah Osbourne    |
| 28 | Scozia (bandiera)      | A     | Shaun Maloney      |
| 29 | Irlanda (bandiera)     | D     | Stephen O'Halloran |
| 31 | Francia (bandiera)     | D     | Didier Agathe      |